# Stazione di Fenchurch Street
La stazione di Fenchurch Street (o Londra Fenchurch Street, in inglese Fenchurch Street station o London Fenchurch Street station) è una stazione ferroviaria sita nella parte sud orientale della Città di Londra, capolinea della linea per Tilbury, Southend e Shoeburyness. È una delle stazioni di testa più piccole di Londra, come numero di binari, ma è una delle più trafficate.

## Storia
La stazione venne originariamente costruita all'interno della City e venne aperta nel 1841 per servire la linea London and Blackwall Railway, sostituendo la vicina stazione di Minories railway station che era stata aperta nel 1840. La stazione venne ricostruita nel 1854, rifacendo la copertura a volta e la facciata in pietra grigia. Essa divenne il terminal londinese della linea London, Tilbury and Southend Railway nel 1858.

## Strutture e impianti
La facciata della stazione è realizzata in mattoni di pietra grigia ed ha una copertura ad arco di cerchio. Negli anni sessanta la pensilina posta sull'ingresso principale è stata sostituita con una a zig-zag. Sopra il primo livello della facciata vi sono undici finestroni con volta ad arco e sopra questi un grande orologio. La stazione è dotata di quattro marciapiedi posti su due isole sopraelevate su un viadotto. Essa è sempre molto affollata soprattutto nelle ore di punte della mattina e del tardo pomeriggio. In detti orari, per evitare confusioni, i treni arrivano, alternativamente in piattaforme diverse.

## Interscambi
La stazione non ha un collegamento diretto con una stazione della metropolitana di Londra, ma è vicina alla stazioni Tower Hill e Aldgate e alla stazione di Tower Gateway della Docklands Light Railway.

## La stazione nella cultura di massa
- Fenchurch street è una delle quattro stazioni nell'edizione britannica del gioco da tavola Monopoly.
- Fenchurch, personaggio della serie di romanzi Guida galattica per gli autostoppisti di Douglas Adams prende nome dalla stazione, dove i genitori l'hanno concepita mentre erano in coda per i biglietti.
- Il nome della casa di abbigliamento Fenchurch deriva da quello della stazione.
- I protagonisti del romanzo di Jerome K. Jerome Tre uomini a zonzo partono dalla Fenchurch Street station.

## Galleria d'immagini

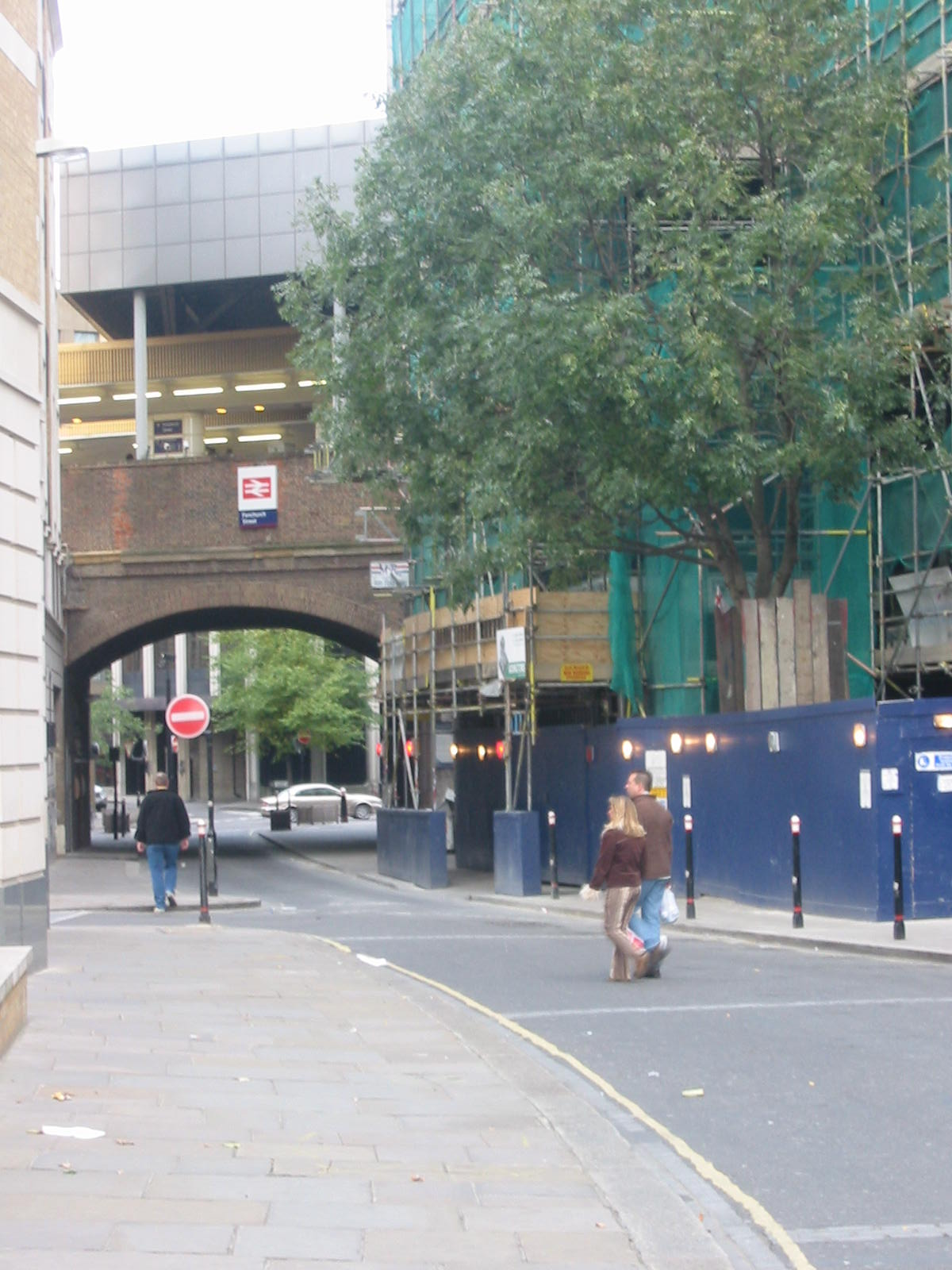
Ingresso laterale a Fenchurch Street per accesso alla Tower Hill
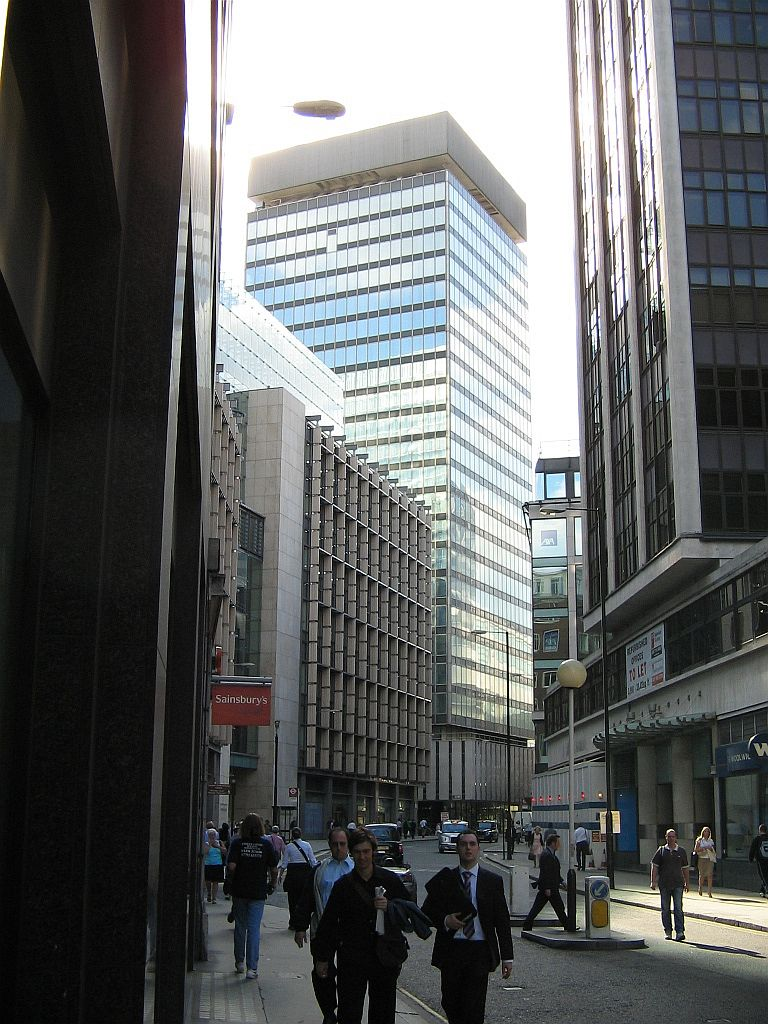
Da ovest Fenchurch Street
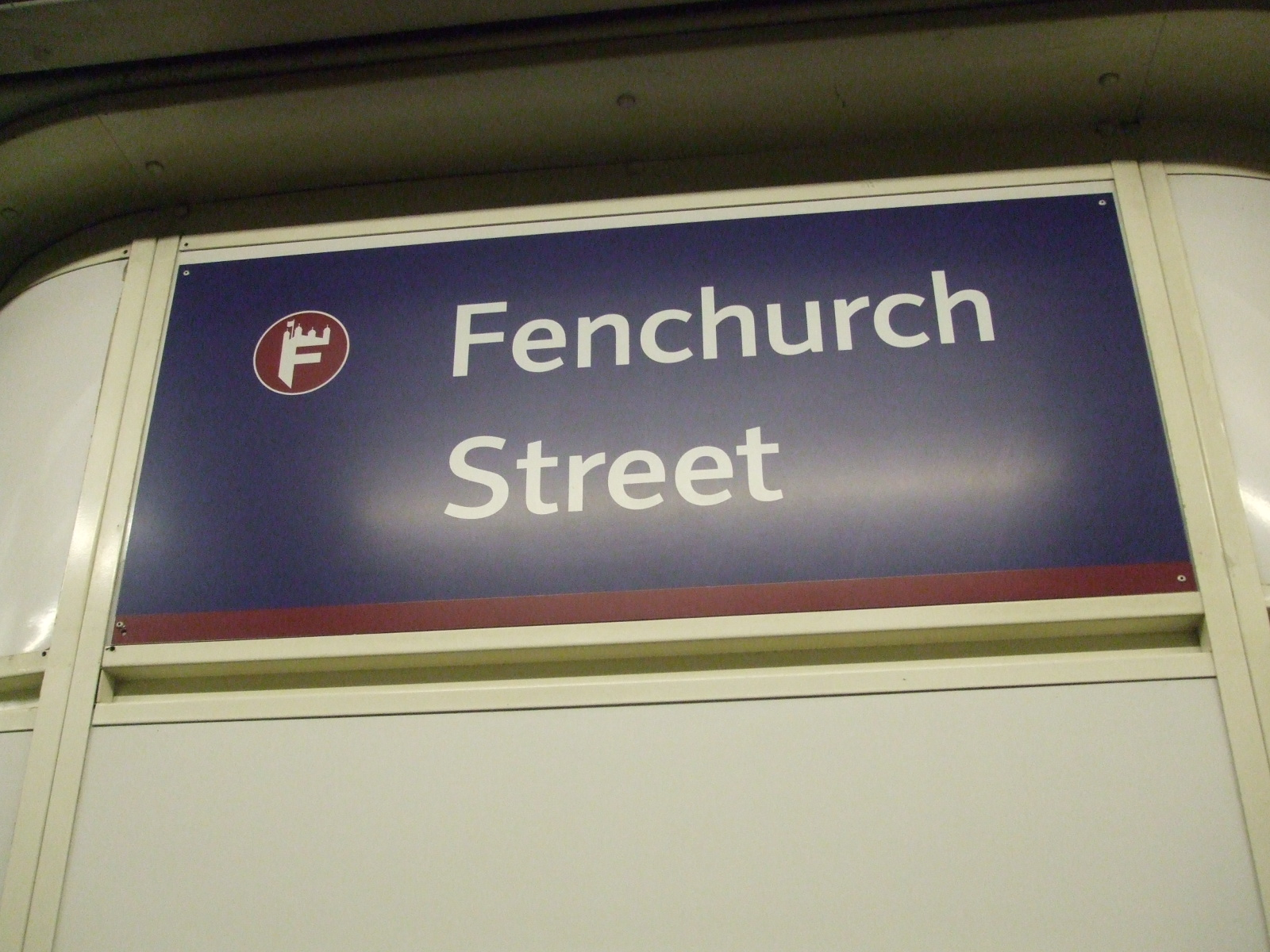
Targa della stazione